# Иуда Галилеянин
Иуда Галиле́янин (Иехуда бен Хизкия; Иуда из Гамалы) — галилейский повстанец, основатель «философской школы», выходец из города Гамла (Гамалы).
У Иосифа Флавия Иуда именуется «софистес», то есть учёный.

## Биография
Сын Хизкии (бен Хизкия). Его отец был лидером мятежников, его казнили по указу Ирода Великого. После смерти Ирода Великого и отстранения Римом от власти в Иудее его сына и наследника Архелая, Иуда, в 6 году н.э. собрал толпу и захватил царский арсенал в городе Сепфорис (ИД кн.17, гл.10:5). Затем его поддержали местные фарисеи во главе с Саддуком, которые протестовали против переписи, которую предпринял римский прокуратор Квириний. Восстание было подавлено, а сам Иуда был убит.

### Потомки
- Сыновья Иуды Галилеянина, Яков и Симон, были распяты Тиберием Александром в 46 году; другой сын, Менахем бен-Иехуда, сделался предводителем сикариев и во время Иудейской войны захватил на короткое время Иерусалим[3]. По гипотезе Робера Амбелена Иисус Христос был старшим сыном Иуды Галилеянина[4]
- Внук Иуды, Эл‘азар бен-Яир, руководил обороной Масады.

## Библейские упоминания
В новозаветной книге «Деяния святых апостолов» Иуду Галилеянина упомянул фарисей и законоучитель Гамалиил:

Во время переписи явился Иуда Галилеянин и увлёк за собою довольно народа; но он погиб, и все, которые слушались его, рассыпались. (Деян. 5:37)